# Масик Володимир Ілліч
Володи́мир Іллі́ч Ма́сик (7 червня 1917, Катеринослав, нині Дніпро — 12 вересня 1996, Київ) — український графік і живописець. Заслужений художник Української РСР (1977).

## Навчання
У 1918 році родина, що мала тринадцятеро дітей (шість рідних та сім прийомних), переїхала в Конотоп (нині Сумської області). Тут В. Масик закінчив семирічку, училище при паровозовагоноремонтному заводі і почав працювати столяром-модельником.
У роки навчання він почав відвідувати художню студію Конотопського залізничного клубу. Заняття там проводили художники Олександр Гофман і В. Заболотний.
У 1934 році на виставці студійців у Чернігові була придбана робота В. Масика «У ливарному цеху».
В 1935 році В. Масик вступив відразу на другий курс Дніпропетровського художнього технікуму. Тут він навчався у художника-реаліста М. Паніна та педагогів П. Альохіна, В. Коренєва, Е. Сагайдачного. Разом із ним навчались також два рідних брати.
В 1939 році В. Масик вступив до Харківського художнього інституту, звідки через чотири місяці був призваний до лав Червоної армії.
В 1950 році В. Масик закінчив Київський художній інститут, де навчався у майстрів пензля Михайла Шаронова і Карпа Трохименка.

## На фронті
Влітку 1941 року, закінчивши за прискореною програмою Володимирське піхотне училище, В. Масик потрапив на фронт. У 1942 році в боях під Орлом він був важко поранений.
Нагороджений орденом Червоної Зірки і медалями.
В 1943 році В. Масик був демобілізований як інвалід війни. Відразу ж у Конотопі в заводському клубі була організована перша персональна виставка фронтових замальовок.

## Діяльність
Після закінчення Київського художнього інституту в 1950-х роках В. Масик деякий час працював директором училища декоративно-прикладного мистецтва в Києві, потім повністю присвятив себе творчості.
Чимало подорожував Прибалтикою, Кавказом, Кримом, Карпатами, створивши велику кількість чудових краєвидів. Робив ілюстрації, працював над створенням екслібрисів та різноманітних естампних технік.

## Творчість
В. Масик працював у жанрі живопису та графіки, зокрема книжкової ілюстрації, працював над створенням екслібрисів та різноманітних естампної технік.
В 1970—1980-ті роки створив серію краєвидів Київщини, Прибалтики, Криму, Карпат та Кавказу, виконаних темперою і пастеллю.

### Твори
- «Новий будинок у Косові» (1960 р.),
- «Цього не можна забути» (1967—1975 рр.),
- «Перший сніг» (1993 р.),
- «Місячна ніч у Трипіллі» (1963),
- «Седнів. Шевченківська липа» (1980),
- «На річці Снов» (1986, 1982),
- серії за мотивами поезій Тараса Шевченка (1961—1963 рр.) «Перебендя», «Реве та стогне Дніпр широкий», «Садок вишневий коло хати», «Світає, край неба палає»,
- серії «Шевченківськими місцями», «Т. Г. Шевченко та його поезія»,
- численні ілюстрації до книжок, понад 120 екслібрисів.

Брав активну участь у створенні експозиції виставки «Архітектурний ансамбль Києво-Печерського історико-культурного заповідника».

### Виставки
Всеукраїнські (з 1954 р.), всесоюзні (з 1958 р.), закордонні (з 1963 р.).
В.Масик взяв участь у понад 400 виставках в Україні та майже у 100 за кордоном, а також влаштував понад 70 персональних.
Твори художника знаходяться в Державній Третьяковській галереї і багатьох художніх музеях України.

## Нагороди
Заслужений художник Української РСР (1977)

## Родина
- Перша дружина Масик Любов (онучка Іллі Рєпіна, померла в 1950)
- Сини: Масик Олександр Володимирович (1947—2021) — український художник та Масик Дмитро Володимирович (нар. 1952 від другого шлюбу)[2].

## Смерть
В. Масик помер 12 вересня 1996 року в Києві.